# Tomasz Majewski (mykolog)
Tomasz Majewski (ur. 1940) – polski mykolog, profesor zwyczajny. 

## Życiorys
Ukończył studia na Wydziale Biologii i Nauk o Ziemi Uniwersytetu Warszawskiego, od 1965 do 1990 był pracownikiem Pracowni i Zakładu Mikologii w Instytucie Botaniki PAN (pracował w Warszawie), następnie, do 2006 był pracownikiem Katedry Fitopatologii SGGW, po czym przeszedł na emeryturę.
Tematyka jego prac obejmowała głównie rzędy Laboulbeniales, Peronosporales, Erysiphales, Uredinales i klad Ustilaginomycotina. W swoich publikacjach opisał m.in. rodzaje i gatunki:

- Botryandromyces I.I. Tav. & T. Majewski (1976)
- Cucujomyces rotundatus T. Majewski 1974
- Diphymyces niger (T. Majewski) I.I. Tav. (1985)
- Dipodomyces phloeocharidis T. Majewski (1981)
- Distolomyces forficulae (T. Majewski) I.I. Tav. (1985)
- Laboulbenia tenera T. Majewski (1994)
- Phaulomyces octotemni (T. Majewski) I.I. Tav. (1985)
- Eusynaptomyces hydrobii (T. Majewski) I.I. Tav. (1985)
- Fanniomyces T. Majewski (1972)
- Phaulomyces octotemni (T. Majewski) I.I. Tav. (1985)
- Phaulomyces ptilii T. Majewski (1999)
- Rossiomyces falcatus (T. Majewski) R.K. Benj. (2001)
- Siemaszkoa I.I. Tav. & T. Majewski (1976)
- Siemaszkoa annae (T. Majewski) I.I. Tav. & T. Majewski (1976)
- Siemaszkoa flexa (T. Majewski) I.I. Tav. & T. Majewski (1976)
- Siemaszkoa ramificans T. Majewski (1991)
- Siemaszkoa valida T. Majewski (1991)
- Stigmatomyces biformis T. Majewski (1990)
- Tavaresiella T. Majewski (1980)
- Tavaresiella hebri T. Majewski (1980)
- Triceromyces T. Majewski (1980)
- Triceromyces balazucii T. Majewski (1980)
- Zodiomyces odae T. Majewski & K. Sugiy. (1989)

Jest jednym z autorów pracy Wstępna lista grzybów mikroskopijnych Polski.